# NGC 4754
NGC 4754 (również PGC 43656 lub UGC 8010) – galaktyka soczewkowata (SB0), znajdująca się w gwiazdozbiorze Panny. Została odkryta 15 marca 1784 roku przez Williama Herschela. Należy do Gromady w Pannie.